# ناثان شارون
ناثان شارون (بالعبرية: נתן שרון‏) هو أحيائي وعالم كيمياء حيوية إسرائيلي، ولد في 4 نوفمبر 1925 في برست في روسيا البيضاء، وتوفي في 17 يونيو 2011 في إسرائيل.